# 새마을식당
새마을식당은 대한민국의 다국적 고기구이 체인점이다. 이 식당은 2005년 대한민국에서 처음 문을 열었으며, 대한민국, 일본, 중국, 미국, 홍콩, 필리핀, 태국, 베트남, 오스트레일리아에 매장이 있다. 대한민국에서는 2023년에 체인점이 101개로 알려졌으며, 모두 프랜차이즈 식당으로 운영되고 있다.
이 식당의 대표적인 요리는 열탄불고기와 7분 김치찌개이다. 이 식당은 대한민국 기업가이자 유명 셰프인 백종원이 회사인 더본코리아에서 운영하는 여러 식당 체인 중 하나이다.